# Cardiodactylus lavella
Cardiodactylus lavella är en insektsart som beskrevs av Otte, D. 2007. Cardiodactylus lavella ingår i släktet Cardiodactylus och familjen syrsor. Inga underarter finns listade i Catalogue of Life.